# Tretophragmia longispora
Tretophragmia longispora är en svampart som beskrevs av Subram. & Natarajan 1973. Tretophragmia longispora ingår i släktet Tretophragmia, divisionen sporsäcksvampar och riket svampar.   Inga underarter finns listade i Catalogue of Life.